# Tanyp
Tanyp, Bystryj Tanyp (rusky Танып, Быстрый Танып) je řeka v Permském kraji a v Baškirské republice v Rusku. Je 345 km dlouhá. Povodí má rozlohu 7 560 km².

## Průběh toku
Ústí zprava do řeky Belaji (povodí Kamy) na 115 říčním kilometru.

## Vodní režim
Zdroj vody je převážně sněhový. Průměrný roční průtok vody ve vzdálenosti 20 km od ústí činí 44,5 m³/s. Zamrzá v první polovině listopadu a rozmrzá v dubnu.